# 2018年ブラジルグランプリ
2018年ブラジルグランプリ（2018 Brazilian Grand Prix）は、2018年のF1世界選手権第20戦として、2018年11月11日にインテルラゴス・サーキットで開催された。
正式名称は「FORMULA 1 GRANDE PRÊMIO HEINEKEN DO BRASIL 2018」。

## レース前
本レースでピレリが供給するドライタイヤのコンパウンドは、ミディアム、ソフト、スーパーソフトの3種類。
メルセデスのコンストラクターズチャンピオン獲得条件
首位のメルセデスは2位のフェラーリに55点差を付けており、本レースでメルセデスのいずれかのドライバーが優勝するか、フェラーリがメルセデスより13点以上多くポイントを獲得できなかった場合、2014年のV6ターボ・パワーユニット導入以来、メルセデスの5年連続5回目のコンストラクターズチャンピオンが決定する。

## エントリーリスト
1972年の初開催(同年のみF1非選手権レースとして開催。翌1973年からF1世界選手権レースの一戦となる)以来、初めて地元ブラジル人ドライバーがいないブラジルGPとなる。

## フリー走行
レッドブルは、ダニエル・リカルドが前戦メキシコGPでリタイアした際にマーシャルが消火器を使い、その消火剤によってターボチャージャーにダメージが生じたため、6基目のターボチャージャーを投入した。これにより、リカルドは5グリッド降格となる。また、エステバン・オコンは6戦以内のギアボックス交換により5グリッド降格となる。
トロ・ロッソは、金曜日のFP1とFP2でホンダの旧型「スペック2」を使用し、土曜のFP3から「スペック3」に載せ替えた。FP2でニコ・ヒュルケンベルグが最終コーナーでクラッシュを喫し、赤旗中断となっている。

## 予選
2018年11月10日 15:00 BRST(UTC-2) 曇一時小雨(ドライ)
ルイス・ハミルトンがセバスチャン・ベッテルを0.093秒差の僅差で抑え、今季10回目のポールポジションを獲得した。Q1から降雨を気にしながらの展開となったが、完全に路面を濡らす状況には至らなかった。フェラーリ勢はソフトタイヤでQ2を通過し、決勝をソフトでスタートすることになったが、ベッテルはFIAの車重計測の規定に従わなかった疑いで審議され、戒告処分および25,000ユーロ(約320万円)の罰金を科された。ハミルトンはQ2でセルゲイ・シロトキンと接触しかけたが、この件でシロトキンに戒告処分が科された。また、ケビン・マグヌッセンもQ2でインラップを走行中に大幅に速度を落としたため、2回目の戒告処分を受けている。

### 結果
| Pos.                | No. | ドライバー                 | コンストラクター                | Q1       | Q2       | Q3       | Grid |
| ------------------- | --- | -------------------------- | ------------------------------- | -------- | -------- | -------- | ---- |
| 1                   | 44  | ルイス・ハミルトン         | メルセデス                      | 1:08.464 | 1:07.795 | 1:07.281 | 1    |
| 2                   | 5   | セバスチャン・ベッテル     | フェラーリ                      | 1:08.452 | 1:07.776 | 1:07.374 | 2    |
| 3                   | 77  | バルテリ・ボッタス         | メルセデス                      | 1:08.492 | 1:07.727 | 1:07.441 | 3    |
| 4                   | 7   | キミ・ライコネン           | フェラーリ                      | 1:08.452 | 1:08.028 | 1:07.456 | 4    |
| 5                   | 33  | マックス・フェルスタッペン | レッドブル-タグ・ホイヤー       | 1:08.205 | 1:08.017 | 1:07.778 | 5    |
| 6                   | 3   | ダニエル・リカルド         | レッドブル-タグ・ホイヤー       | 1:08.544 | 1:08.055 | 1:07.780 | 11 1 |
| 7                   | 9   | マーカス・エリクソン       | ザウバー-フェラーリ             | 1:08.754 | 1:08.579 | 1:08.296 | 6    |
| 8                   | 16  | シャルル・ルクレール       | ザウバー-フェラーリ             | 1:08.667 | 1:08.335 | 1:08.492 | 7    |
| 9                   | 8   | ロマン・グロージャン       | ハース-フェラーリ               | 1:08.735 | 1:08.239 | 1:08.517 | 8    |
| 10                  | 10  | ピエール・ガスリー         | トロ・ロッソ-ホンダ             | 1:09.046 | 1:08.616 | 1:09.029 | 9    |
| 11                  | 20  | ケビン・マグヌッセン       | ハース-フェラーリ               | 1:08.474 | 1:08.659 |          | 10   |
| 12                  | 11  | セルジオ・ペレス           | フォース・インディア-メルセデス | 1:09.217 | 1:08.741 |          | 12   |
| 13                  | 31  | エステバン・オコン         | フォース・インディア-メルセデス | 1:09.264 | 1:08.770 |          | 18 2 |
| 14                  | 27  | ニコ・ヒュルケンベルグ     | ルノー                          | 1:09.009 | 1:08.834 |          | 13   |
| 15                  | 35  | セルゲイ・シロトキン       | ウィリアムズ-メルセデス         | 1:09.259 | 1:10.381 |          | 14   |
| 16                  | 55  | カルロス・サインツ         | ルノー                          | 1:09.269 |          |          | 15   |
| 17                  | 28  | ブレンドン・ハートレイ     | トロ・ロッソ-ホンダ             | 1:09.280 |          |          | 16   |
| 18                  | 14  | フェルナンド・アロンソ     | マクラーレン-ルノー             | 1:09.402 |          |          | 17   |
| 19                  | 18  | ランス・ストロール         | ウィリアムズ-メルセデス         | 1:09.441 |          |          | 19   |
| 20                  | 2   | ストフェル・バンドーン     | マクラーレン-ルノー             | 1:09.601 |          |          | 20   |
| 107% time: 1:12.979 |     |                            |                                 |          |          |          |      |
| ソース:             |     |                            |                                 |          |          |          |      |

追記
- ^1 - リカルドはFP1で規定を超えるパワーユニット交換(6基目のターボチャージャー(TC))を行ったため5グリッド降格[17][6]
- ^2 - オコンはFP3で6戦以内のギアボックス交換を行ったため5グリッド降格[18][7]

## 決勝
2018年11月11日 15:10 BRST(UTC-2) 晴（ドライ）
ルイス・ハミルトンが左フロントのブリスターに苦しみながらもマックス・フェルスタッペンを抑えてポール・トゥ・ウィンで今季10勝目を挙げ、メルセデスは2014年のV6ターボ・パワーユニット導入以来5年連続5回目のコンストラクターズチャンピオン獲得を確定させた。2位のフェルスタッペンはフェラーリ勢やバルテリ・ボッタスをオーバーテイクしながら、タイヤ交換作戦を的中させてハミルトンからトップの座を奪うも、周回遅れのエステバン・オコンとの接触が響いて優勝を逃した。フェルスタッペンはレース終了後の体重測定で接触したオコンに言い寄って胸ぐらを突き飛ばしたため、社会奉仕2日間の罰則が科せられた。
3位のキミ・ライコネンは追いすがるダニエル・リカルドを抑えきって表彰台を獲得した。年間8度の3位表彰台はライコネンにとって初であった。リカルドもマシントラブルが相次ぐレースが続いていたことからレース後は安堵の表情を浮かべていた。1位集団4人から17秒以上遅れて5位はボッタス、6位はセンサー不調のトラブルに見舞われたセバスチャン・ベッテルがそれぞれチェッカーを受けた。7位はザウバーのシャルル・ルクレール、来季フェラーリ入りが確定した中でまたも安定した成績を残した。

### 結果
| Pos.    | No. | ドライバー                 | コンストラクター                | 周回数 | タイム/リタイア原因 | Grid | Pts. |
| ------- | --- | -------------------------- | ------------------------------- | ------ | ------------------- | ---- | ---- |
| 1       | 44  | ルイス・ハミルトン         | メルセデス                      | 71     | 1:27:09.066         | 1    | 25   |
| 2       | 33  | マックス・フェルスタッペン | レッドブル-タグ・ホイヤー       | 71     | +1.469              | 5    | 18   |
| 3       | 7   | キミ・ライコネン           | フェラーリ                      | 71     | +4.764              | 4    | 15   |
| 4       | 3   | ダニエル・リカルド         | レッドブル-タグ・ホイヤー       | 71     | +5.193              | 11   | 12   |
| 5       | 77  | バルテリ・ボッタス         | メルセデス                      | 71     | +22.943             | 3    | 10   |
| 6       | 5   | セバスチャン・ベッテル     | フェラーリ                      | 71     | +26.997             | 2    | 8    |
| 7       | 16  | シャルル・ルクレール       | ザウバー-フェラーリ             | 71     | +44.199             | 7    | 6    |
| 8       | 8   | ロマン・グロージャン       | ハース-フェラーリ               | 71     | +51.230             | 8    | 4    |
| 9       | 20  | ケビン・マグヌッセン       | ハース-フェラーリ               | 71     | +52.857             | 10   | 2    |
| 10      | 11  | セルジオ・ペレス           | フォース・インディア-メルセデス | 70     | +1 Lap              | 12   | 1    |
| 11      | 28  | ブレンドン・ハートレイ     | トロ・ロッソ-ホンダ             | 70     | +1 Lap              | 16   |      |
| 12      | 55  | カルロス・サインツ         | ルノー                          | 70     | +1 Lap              | 15   |      |
| 13      | 10  | ピエール・ガスリー         | トロ・ロッソ-ホンダ             | 70     | +1 Lap              | 9    |      |
| 14      | 31  | エステバン・オコン 1       | フォース・インディア-メルセデス | 70     | +1 Lap              | 18   |      |
| 15      | 2   | ストフェル・バンドーン     | マクラーレン-ルノー             | 70     | +1 Lap 2            | 20   |      |
| 16      | 35  | セルゲイ・シロトキン       | ウィリアムズ-メルセデス         | 69     | +2 Laps             | 14   |      |
| 17      | 14  | フェルナンド・アロンソ     | マクラーレン-ルノー             | 69     | +2 Laps 3           | 17   |      |
| 18      | 18  | ランス・ストロール         | ウィリアムズ-メルセデス         | 69     | +2 Laps             | 19   |      |
| Ret     | 27  | ニコ・ヒュルケンベルグ     | ルノー                          | 32     | パワーユニット      | 13   |      |
| Ret     | 9   | マーカス・エリクソン       | ザウバー-フェラーリ             | 20     | 接触ダメージ        | 6    |      |
| ソース: |     |                            |                                 |        |                     |      |      |

ファステストラップ
- バルテリ・ボッタス - 1:10.540（65周目）

ラップリーダー
- 1-18=ルイス・ハミルトン、19-35=マックス・フェルスタッペン、36-39=ダニエル・リカルド、40-43=フェルスタッペン、44-71=ハミルトン

追記
- ^1 - オコンはターン2でフェルスタッペンと接触した責任を問われ、10秒のストップ&ゴーペナルティとペナルティポイント3点が加算された（合計5点）[23]
- ^2 - バンドーンは青旗無視のため、5秒ペナルティとペナルティポイント2点が加算された（合計3点）。5秒ペナルティをピットインで消化しなかったため、レースタイムに5秒加算された[24]
- ^3 - アロンソは青旗無視のため、5秒ペナルティとペナルティポイント2点が加算された（合計3点）。5秒ペナルティをピットインで消化しなかったため、レースタイムに5秒加算された[25]

## 第20戦終了時点のランキング
|  | 順位 | ドライバー                 | ポイント |
|  | ---- | -------------------------- | -------- |
|  | 1    | ルイス・ハミルトン         | 383      |
|  | 2    | セバスチャン・ベッテル     | 302      |
|  | 3    | キミ・ライコネン           | 251      |
|  | 4    | バルテリ・ボッタス         | 237      |
|  | 5    | マックス・フェルスタッペン | 234      |

|  | 順位 | コンストラクター          | ポイント |
|  | ---- | ------------------------- | -------- |
|  | 1    | メルセデス                | 620      |
|  | 2    | フェラーリ                | 553      |
|  | 3    | レッドブル-タグ・ホイヤー | 392      |
|  | 4    | ルノー                    | 114      |
|  | 5    | ハース-フェラーリ         | 90       |

- 注：ドライバー、コンストラクター共にトップ5のみ表示。